# Den Helige Ande

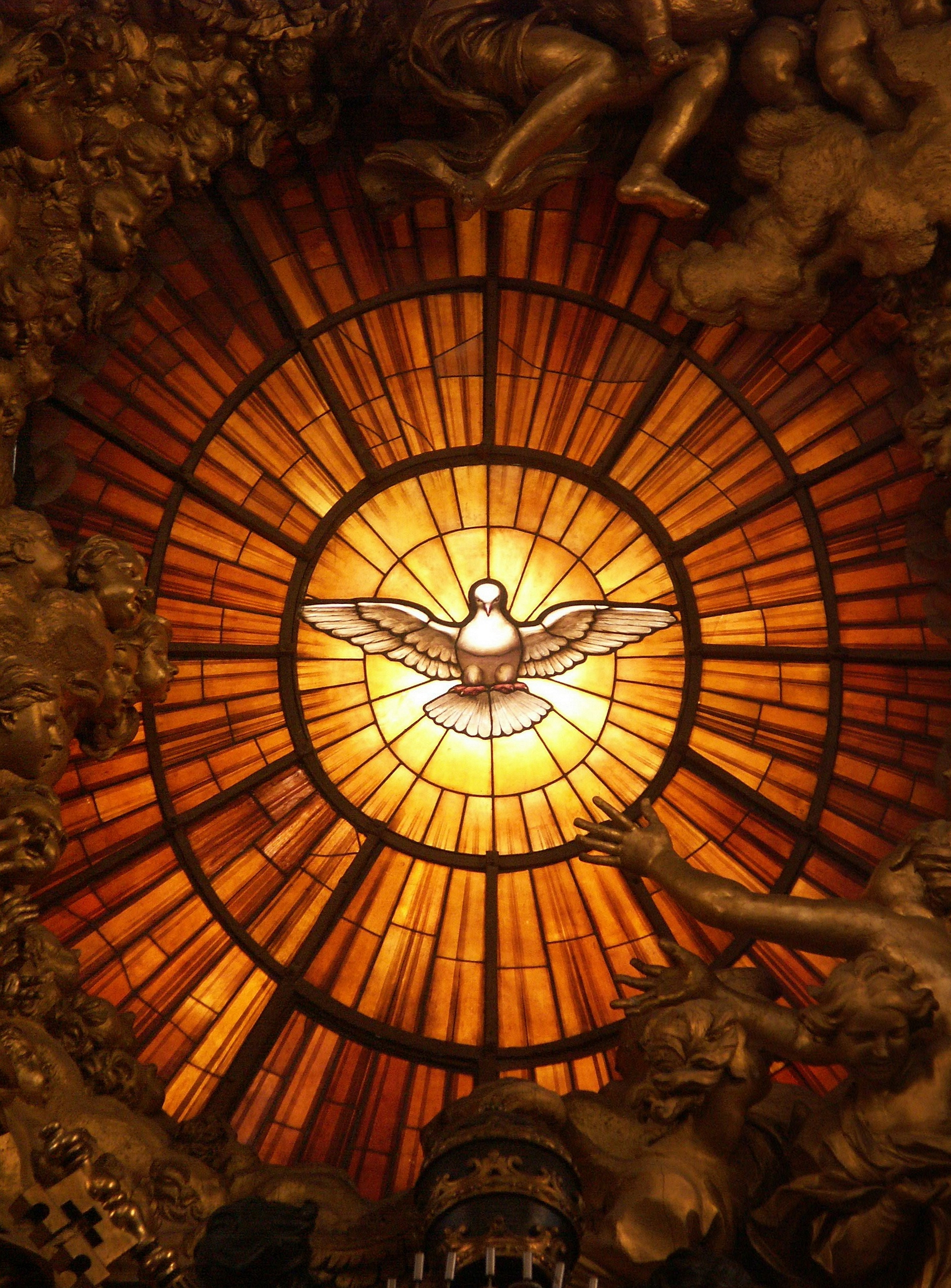
Den Helige Ande avbildad som en duva på en glasmålning i Peterskyrkan i Vatikanstaten.

Den Helige Ande, också kallad Den Heliga Anden, Helig Ande, Guds Ande, Jesu Ande, Kristi Ande, eller Anden, är ett begrepp som framförallt har utvecklats inom kristen teologi, men som även återfinns inom judendomen, islam och andra besläktade religioner.
I traditionell kristen teologi betraktas den Helige Ande som Gud, en av de tre personerna i den Heliga Treenigheten; de två övriga är Fadern och Sonen, det vill säga Jesus Kristus.
I judendomens Tanakh, som är detsamma som kristendomens Gamla Testamente, beskrivs hur den Helige Ande på olika sätt kommer över enskilda personer och ger dem kraft och styrka. Särskilt beskrivs hur Anden talar till profeterna.
I kristendomens Nya Testamente bor Anden i alla troende. Anden ger liv, ger kunskap om Gud och visshet om tillhörigheten till Gud, förenar med Gud, vägleder bönen, hjälper den troende att leva efter Guds vilja, ger kraft att berätta om Jesus, ger kraft att göra under, ger välbefinnande, ger en försmak och garanti om himmelriket, förenar de troende i kyrkan och vägleder dessa.
Den Helige Ande är enligt traditionell kristen teologi Gud, en av de tre personerna i den Heliga Treenigheten. Denna lära växte fram successivt i den tidiga kyrkan och var fullt formulerad i slutet av 300-talet. Ortodoxa kyrkan menar att Anden utgår av Fadern, medan katolska och protestantiska kyrkor menar att Anden utgår av Fadern och Sonen, se Filioque.
Den Helige Ande uppfattas i traditionell kristen teologi som en person i Treenigheten, som interagerar med de övriga personerna Fadern och Sonen. Anden nämns omväxlande och tillsammans med Fadern och Sonen. Anden har gudomliga egenskaper som allmakt, allvetande, allestädesnärvaro och evighet.
I judendomen uppfattas den Helige Ande dels som en omskrivning för Gud, dels som något mer distinkt, dock mer opersonligt än i kristen tro. Anden talade genom profeterna och lät dem göra under. Anden uppenbarar sig i ljud, eld och som en duva.
I islam är den Helige Ande en skapad ande, ibland betraktad som en ängel eller ängeln Jibril/Gabriel. Anden ger människan liv, verkade så att Maria kunde föda Jesus utan någon mans medverkan, styrkte Jesus och uppenbarade Guds budskap för sändebudet Muhammed.
Jehovas vittnen ser den Helige Ande som en kraft eller aspekt av Gud.
Läran om den Helige Ande kallas pneumatologi efter det grekiska pneuma (πνεύμα) ("ande", "vind").

#### Arianism

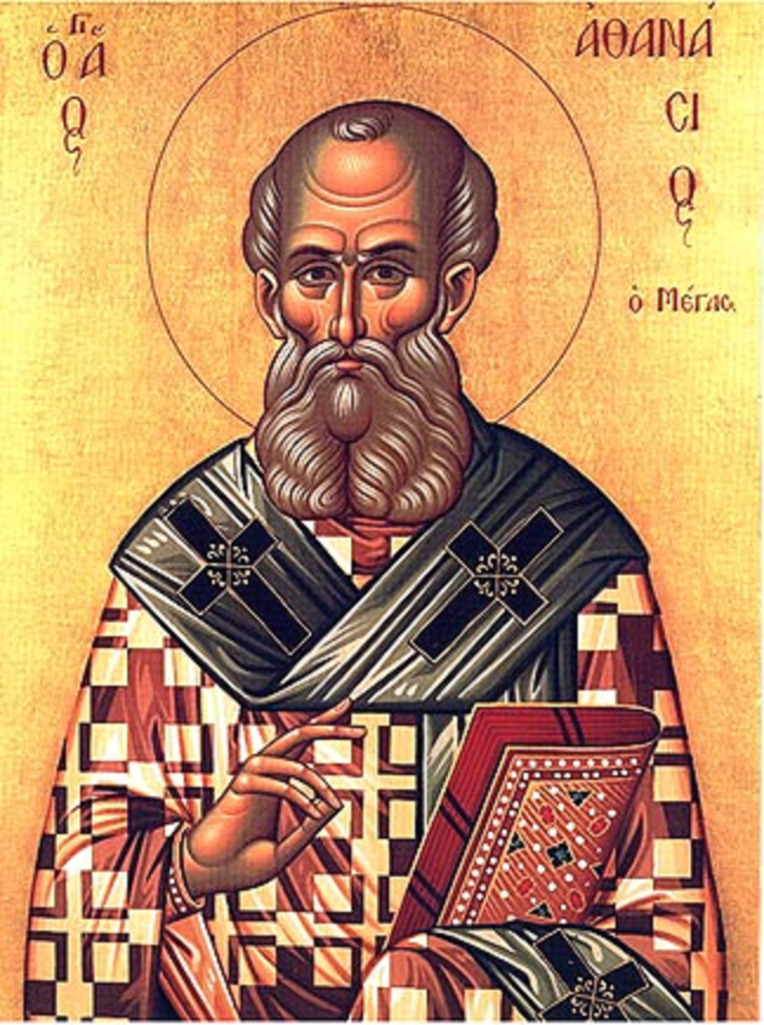
Athanasios den Store.

#### Pneumatomacherna, makedonierna

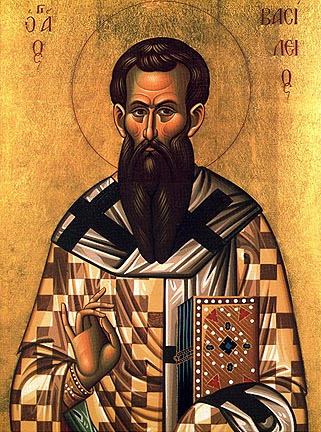
Basilios den Store.

#### Filioque

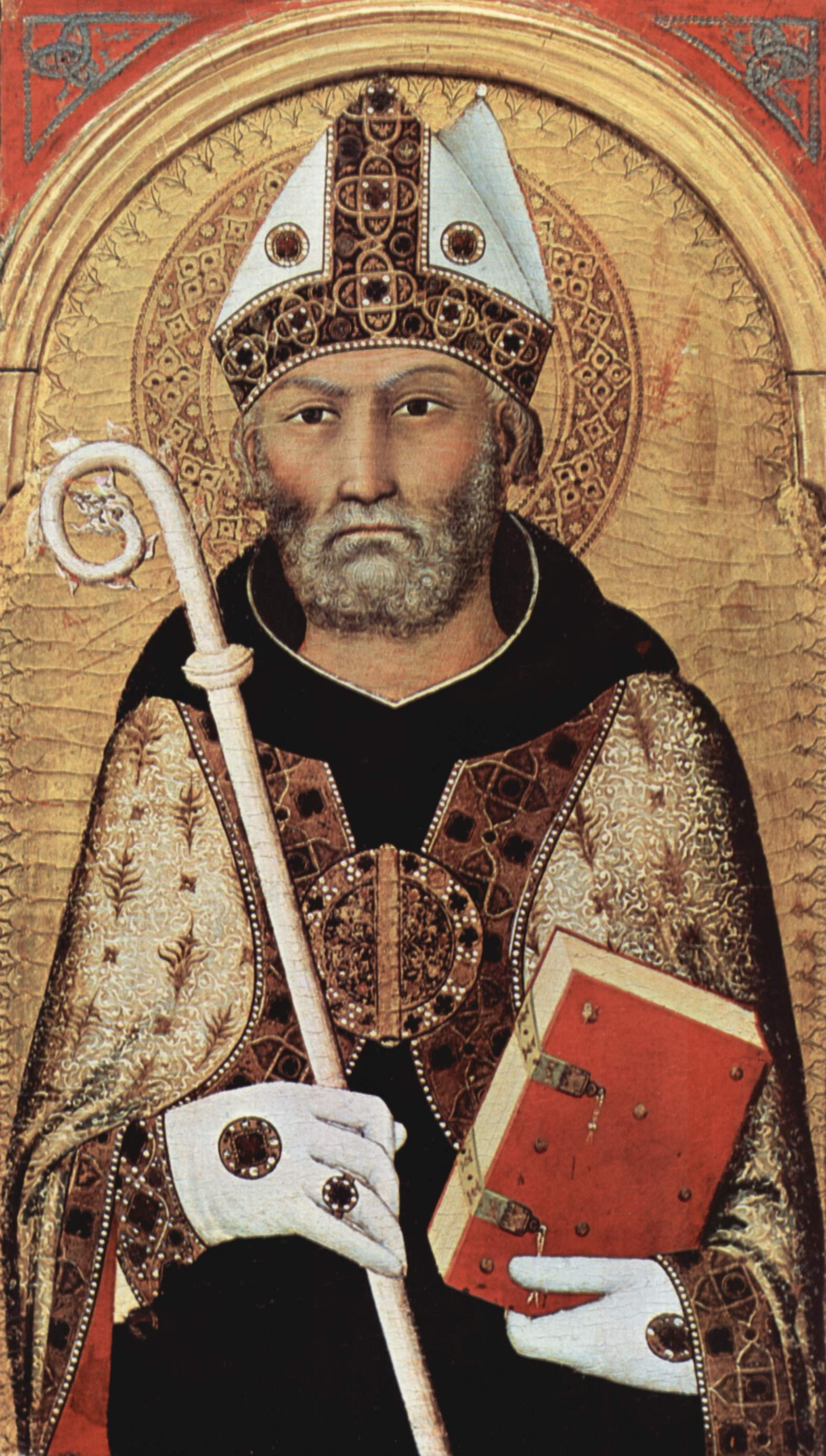
Augustinus.

#### Pingströrelsen

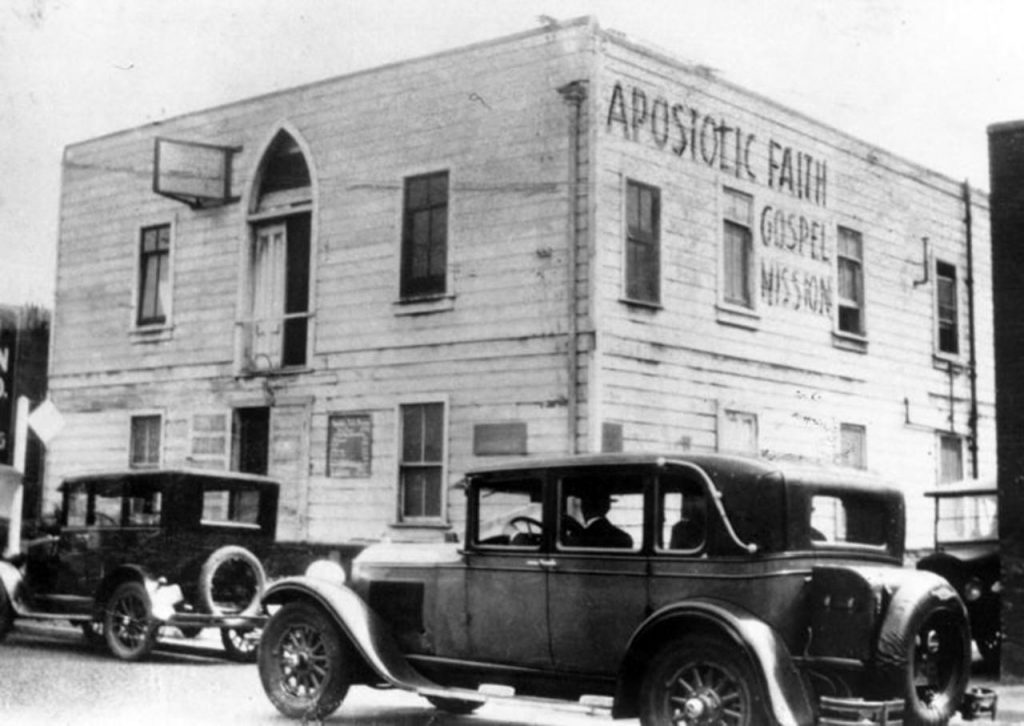
Apostolic Faith Mission på Azusa Street, Los Angeles.

#### Den karismatiska väckelsen

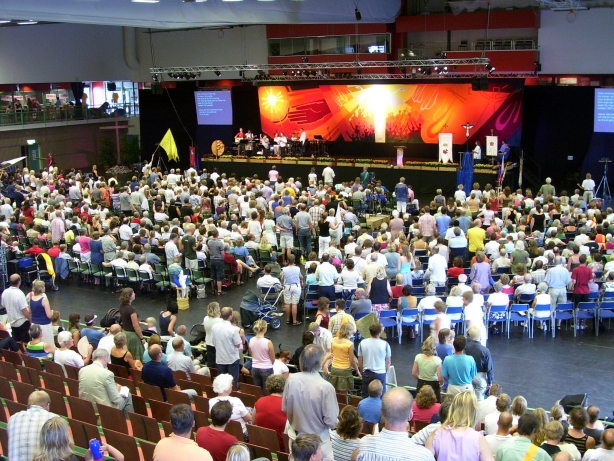
Karismatisk lovsång i svenska Oasrörelsen.

## Den Helige Ande i kristendomen – Bibelhistorisk översikt

### Den Helige Ande i Gamla Testamentet/Tanakh
I Gamla Testamentet/Tanakh beskrivs hur Anden var närvarande i skapelsen (1 Mos 1:2). Den var delaktig i skapelsen och gav människan liv (Job 33:4). Gud blåste in livsande i människans näsa (1 Mos 2:7).

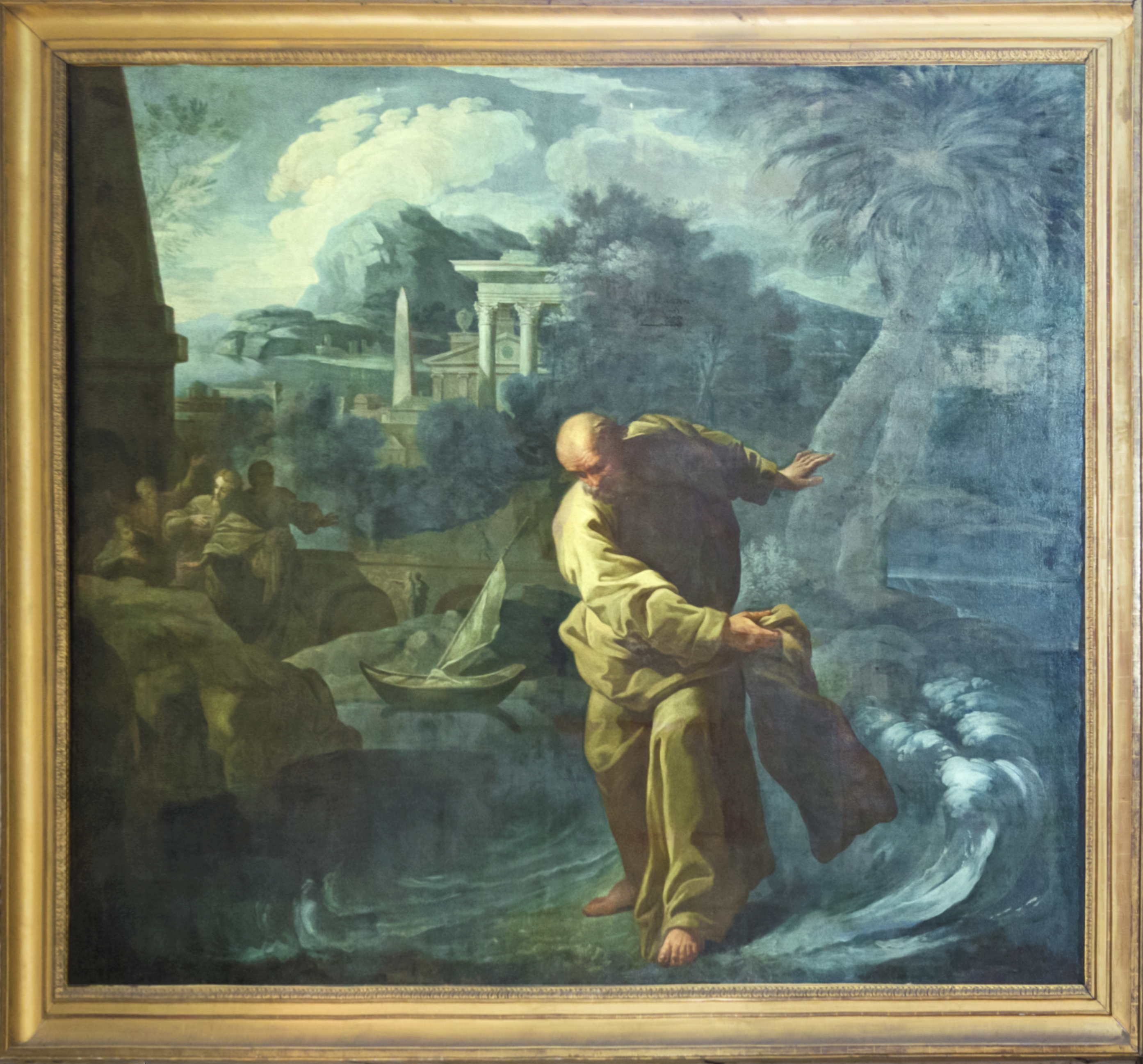
I den Helige Andes kraft delade profeten Elisha floden Jordans vatten (2 Kung 2:4–18).

Texterna berättar hur Josef tydde Faraos drömmar i Andens kraft (1 Mos 41:38). Den Helige Ande var över Mose. Anden föll även över 72 äldste i Israel så att de profeterade (4 Mos 11:25–29; Neh 9:20). Under ökenvandringen var Anden i israeliternas bröst och de leddes av den Helige Ande (Jes 63:11, 14). Besalel och Oholiab hade av Anden blivit skicklig konsthantverkare och pedagoger för att kunna tillverka föremålen i Tabernaklet och leda det arbetet (2 Mos 35:30–35). Anden var över Bileam (4 Mos 24:2) och Josua (4 Mos 27:18). I Domarboken kom den Helige Ande kom över domarna och gav dem styrka och seger i strid: Otniel (Dom 3:10), Gideon (6:34), Jefta (11:29) och Simson (13:25; 14:6; 15:14). Under tidig kungatid (1000–800 f.Kr.) kunde Anden falla så att profeterna drabbades av profetisk extas. Detta hände bland annat kung Saul (1 Sam 10:6; 19:18–24). Den Helige Ande kom över kung David och talade genom honom (1 Sam 16:13; 2 Sam 23:2; Matt 22:43; Mark 12:36; Apg 1:16). Profeten Elia verkade i den Helige Andes kraft. När han gjorde sin himmelsfärd och efterträddes av profeten Elisha, gavs den senare en dubbel andel av Elias Andekraft (2 Kung 2:4–18). Den Helige Ande kom över profeterna Asarja, Jahasiel (2 Krön 15:1; 20:14), Jeremia (Hebr 10:15–17), Mika (Mik 3:8) och Daniel (Dan 4:5; 5:11–14; 5:3). Profeten Hesekiel blev av Anden förflyttad i rummet (Hes 11:24; 43:5).
I profetiorna om den kommande Messias beskrivs hur han på ett särskilt sätt skall vara uppfylld av, smord av, den Helige Ande (Messias betyder den Smorde) (Jes 11:1–2; 42:1; 61:1–3). Inte bara han skall fyllas av Ande, utan hela Gudsfolket. Gud skall genom den Helige Ande lägga sin lag i deras hjärtan, så att de följer den (Jes 32:15–18; 44:3–5; Jer 31:31–34; Hes 36:26–27; Sak 12:10). De skall ha drömmar, se syner och profetera (Joel 2:28–29).

### Den Helige Ande i Nya Testamentet

Genom den Helige Ande blev Sonen människa (Luk 1:35).

När Jesus skulle komma till världen och bli människa, var det enligt Nya Testamentet många som berördes av den Helige Ande. Bibeln berättar att Ärkeängeln Gabriel besökte Jungfru Maria och berättade för henne att hon skulle föda en son på ett övernaturligt sätt utan någon mans medverkan. Ängeln sade att det skulle ske genom att den Helige Ande skulle komma över henne och att barnet därför skulle kallas Guds Son (Luk 1:26–38). Sex månader dessförinnan blev Johannes Döparen uppfylld av Helig Ande redan i sin moder Elisabets liv (Luk 1:15). När Elisabet var i sjätte månaden, mötte hon Jungfru Maria, som då just blivit gravid med Jesus. Elisabet uppfylldes då även hon med Helig Ande och utropade en del av de ord som senare sammanfogats till bönen Ave Maria (Luk 1:41–42). När Johannes Döparen föddes, blev även hans pappa Sakarias uppfylld av Helig Ande och profeterade Sakarias lovsång (Luk 1:67–79). När den Heliga Familjen åttio dagar efter Jesu födelse besökte Jerusalems tempel, mötte de Symeon. Han hade av Anden fått veta att han skulle få se Messias innan han dog. Anden ledde honom fram till Jesusbarnet, och Symeon framförde Symeons lovsång (Luk 2:25–32).

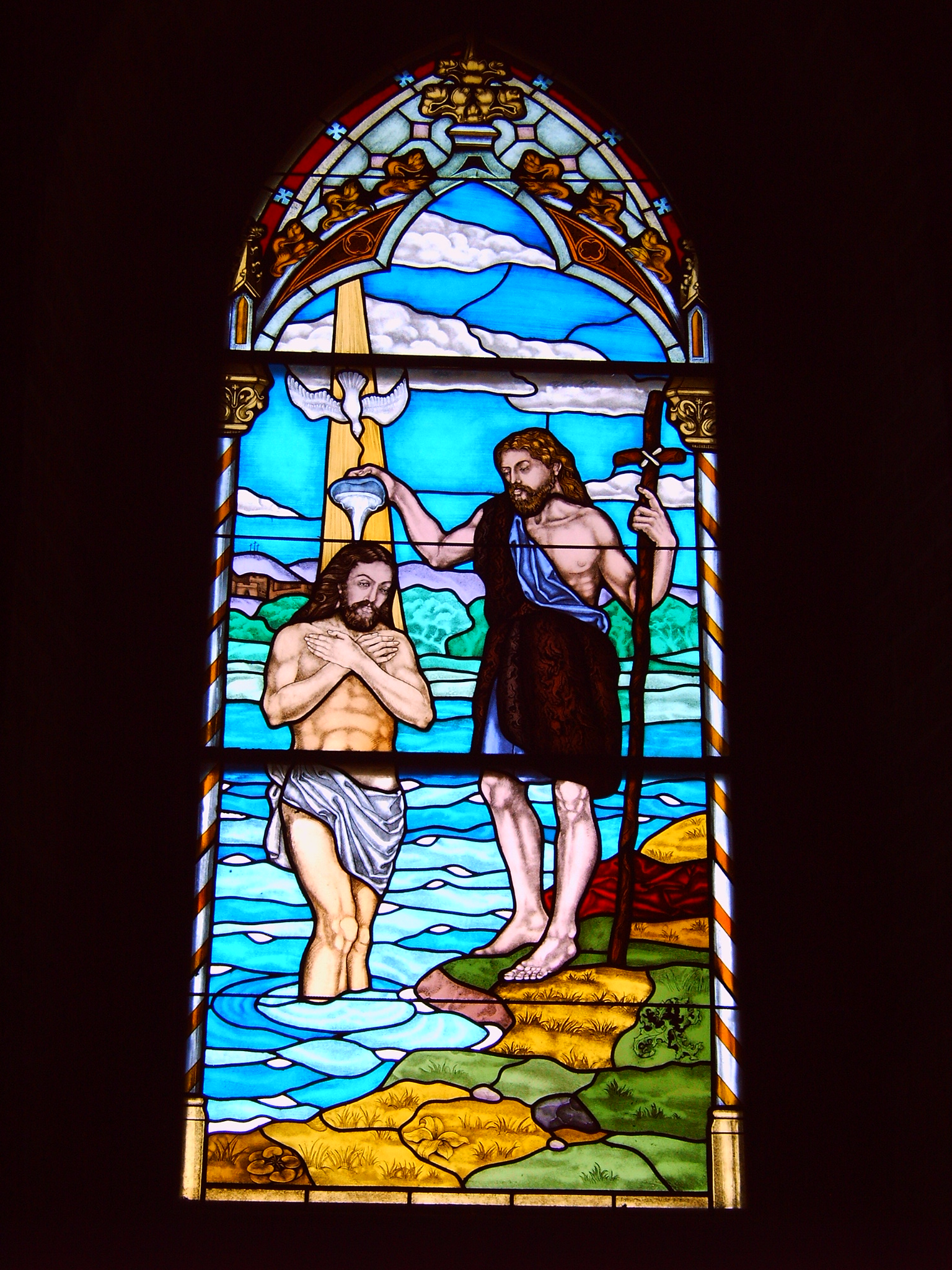
Den Helige Ande sänkte sig som en duva över Jesus när han döpts av Johannes Döparen (Matt 3:16–17; Luk 3:22; Mark 1:10–11; Joh 1:32).

När Jesu offentliga verksamhet började, lät han sig döpas av Johannes Döparen. Vid detta tillfälle uppenbarade sig den Helige Ande som en duva, och Anden sänkte sig över Jesus, samtidigt som Fadern talade från himlen (Matt 3:16–17; Luk 3:22; Mark 1:10–11; Joh 1:32). Av Anden fördes Jesus sedan ut i öknen för att frestas (Matt 4:1; 14:28; Mark 1:12; Luk 4:1). Sin offentliga verksamhet i form av undervisning, under och demonutdrivning utförde Jesus i Andens kraft (Matt 12:28; Luk 4:18; Apg 10:38). Jesus läste profetian om den andefyllde Messias (Jes 61:1–3) och gjorde anspråk på att detta ord gick i uppfyllelse i och med honom (Luk 4:14) – det är han som är smord av den Helige Ande (Apg 10:38). På korset frambar han sig själv i Andens kraft som ett offer (Hebr 9:14), och han uppväcks från de döda genom den Helige Ande (Rom 8:11).

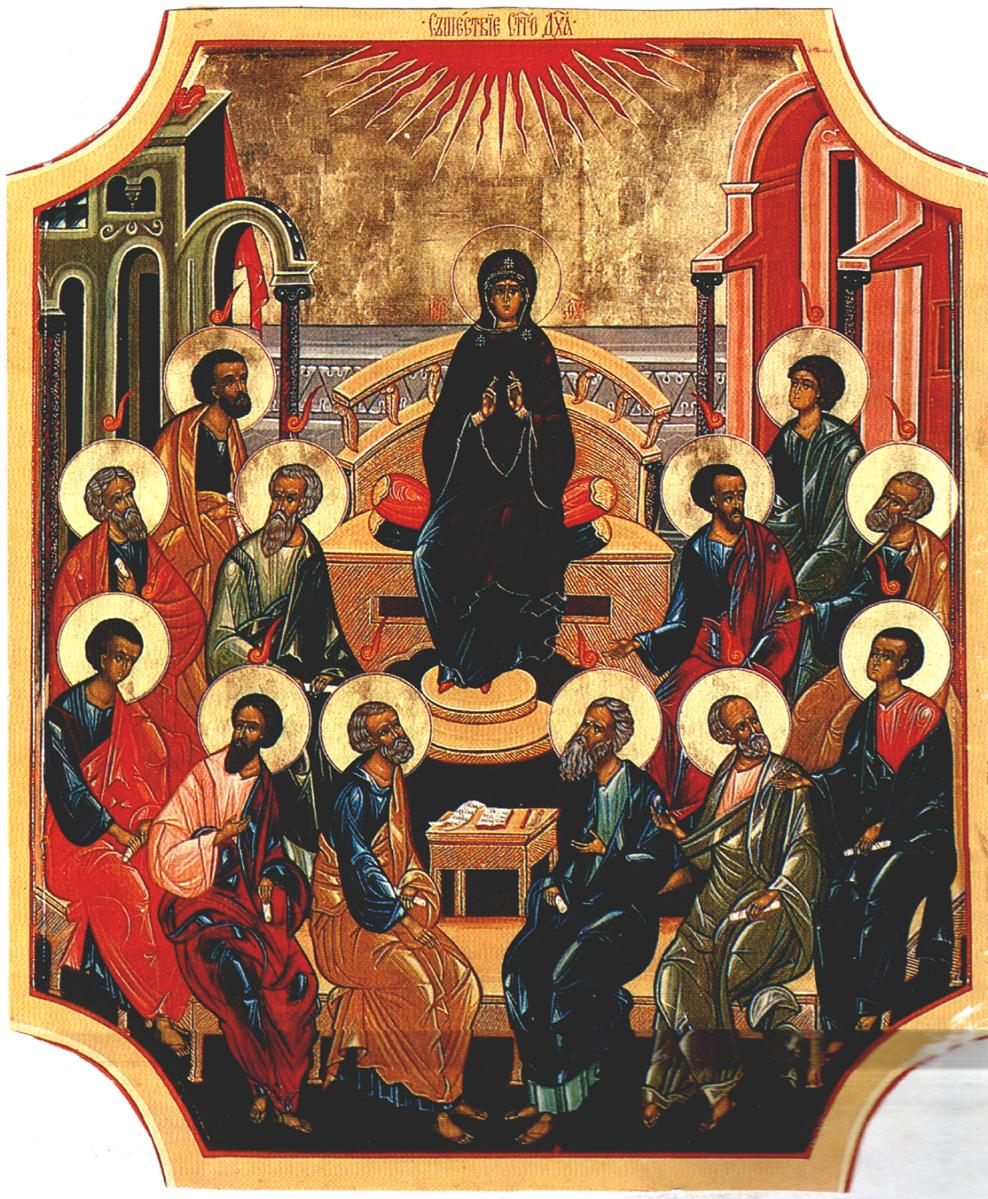
Den Helige Ande utgöts över lärjungarna på Pingsten. Tungor som av eld satte sig på dem (Luk 2).

Före sitt lidande och död talade Jesus om att han skulle gå till Fadern och i stället sända de troende en annan Hjälpare: den Helige Ande (Joh 14:15–21; 16:5–15). Anden skulle leda lärjungarna fram till hela sanningen (Joh 16:13) och låta människor förstå att de är syndare (Joh 16:8). Efter sin uppståndelse andades Jesus på lärjungarna och sade "tag emot Helig Ande" (Joh 20:22). Han uppmanade dem att stanna kvar i Jerusalem tills de blev döpta i den Helige Ande och uppfyllda med kraft att bli hans vittnen (Apg 1:4–5, 8). Det är Kristus som döper i Helig Ande (Matt 3:11; Mark 1:8; Luk 3:16; 1 Kor 12:13). Apostlarna, Maria och sammanlagt 120 personer samlades då regelbundet till bön (Apg 1:12–14). På den judiska högtiden pingst, femtionde dagen efter Jesu uppståndelse (pingst betyder femtio), föll den Helige Ande över dem. Anden uppenbarade sig den här gången med ett dånande ljud och som skinande eld. Tungor som av eld fördelade sig och satte sig på dem. De började tala i tungor, det vill säga de började berätta om Jesu liv och verk på flera olika språk som de själva inte förstod (Apg 2). Detta hände vid detta tillfälle endast med israeliter. Vid ett senare tillfälle hände samma sak med ickeisraeliter, varvid lärjungarna drog slutsatsen att Guds rike inte bara är till för Israels folk, utan för alla (Apg 10:44–46; 11:15–17).
Andra händelser i Apostlagärningarna där den Helige Ande var aktiv är: Ananias och Safira ljög om hur mycket pengar de givit till församlingen. Petrus tolkade det som att de frestat Herrens Ande, varvid de båda dog (Apg 5:1–11). Diakonen Stefanos argumenterade i Andens kraft för tron. I Andens kraft fick han se Jesus på hans tro och styrkt av detta led han som den förste martyrdöden genom stening (Apg 6:8–10; 7:55–60). Filippos förflyttades i rummet av den Helige Ande (Apg 8:39). Profeten Agabos förutsade genom Anden en hungersnöd (Apg 11:28) och Paulus fångenskap (Apg 21:11). Paulus och Barnabas blev av Anden utsända som apostlar (Apg 13:1–4). Paulus uttalade, fylld av Anden, ord som gjorde att trollkarlen Barjesus blev blind (Apg 13:9–12). De äldste i Efesos var insatta i sin tjänst av den Helige Ande (Apg 20:28).
I Gamla Testamentet beskrivs hur den Helige Ande på olika sätt fanns över människor eller föll över dem. I Nya Testamentet beskrivs även hur den Helige Ande tar sin boning i de troende och på så sätt gör dem till Guds tempel (Rom 8:9, 11; 1 Kor 3:16–17; 6:19; Joh 14:17).

## Den Helige Ande i kristendomen – systematisk teologi
Den kristna kyrkan ser Bibeln som Guds ord (Matt 15:6), inspirerad av den Helige Ande (2 Petr 1:20–21). Genom att sammanställa texter om samma ämne, menar sig kyrkan därför kunna finna Guds tankar i olika frågor. Här följer en systematisk-teologisk framställning av pneumatologin, så som kyrkan traditionellt förstår den.

### Andens verksamhet

#### Livgivare
Att Anden är Livgivare är en av de två verksamheter som beskrivs hos Anden i Nicaenska trosbekännelsen.
Anden deltog i världens skapelse (1 Mos. 1:2; Ps. 33:6). Den gav människan liv (1 Mos. 2:7; Job 33:4) och upprätthåller fortlöpande livet hos allt levande (Ps. 104:29).
Anden verkade att Sonen blev människa (Luk. 1:35). Anden återuppväckte Jesus efter hans korsdöd (Rom. 8:11).
Anden föder den troende till ett nytt andligt liv i dopet (Joh. 3:3, 5; 6:63; Tit. 3:5).
På yttersta dagen skall Anden låta den troende uppstå på samma sätt som Jesus (Rom. 8:11).

#### Talar budskap från Gud

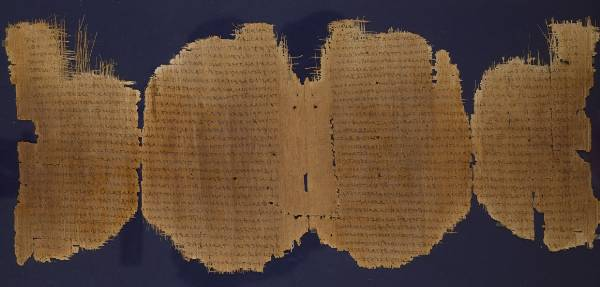
Anden har inspirerat Bibeln.
Bibelhandskrift från Lukas evangelium från 200-talet.

Att Anden "talat genom profeterna" är en av de två verksamheter som beskrivs hos Anden i Nicaenska Trosbekännelsen.
Anden beskrivs ha stor vishet (Jes 11:2; 40:13). Anden vet allt som finns i Gud (1 Kor 2:10–11). Att uppenbara Guds tankar, vilja och planer för människorna är därför en av de verksamheter som i Bibeln ofta tillskrivs Anden.
Bibeln har i kyrkan en särställning när det gäller Guds uppenbarelse. I Gamla Testamentet beskrivs på många ställen hur den Helige Ande talade genom profeter (1 Mos 41:38; 4 Mos 11:25–29; 24:2; 27:18; 1 Sam 16:13; 2 Sam 23:2; 2 Kung 2:4–18; 2 Krön 15:1; 20:14; Neh 9:20; Jes 63:11, 14; Dan 4:5; 5:11–14; 5:3; Mik 3:8). I Nya Testamentet sägs att Gamla Testamentets författare varit inspirerade av den Helige Ande (Mark 12:36 ; Apg 1:16; 28:25; Hebr 3:7; 10:15; 1 Petr 1:10–11; 2 Petr 1:20–23). I Nya Testamentet beskrivs på samma sätt hur Anden talade genom profeterna i Gamla Testamentet (Apg 11:28; 13:2; 1 Tim 4:1; Upp 2:7).
Jesus säger också, att apostlarna, de som skulle komma att skriva Nya Testamentet, av den Helige Ande skulle ledas fram till hela sanningen (Joh 16:13;  jfr.Matt 10:20; Mark 13:11) och påminnas om vad Jesus sagt (Joh 14:26). Paulus uppfattade sig ha en sådan full insikt (1 Kor 2:10–16; 1 Tess 1:5), vilket bekräftas av Petrus (Gal 2:9; 2 Petr 3:15–16). Anden medverkade i besluten när apostlarna samlats till rådslag (Apg 15:28). Eftersom det är dessa apostlar som skrivit Nya Testamentet, anses även Nya Testamentet vara inspirerat av Anden.
Bibeln beskriver även hur den Helige Ande delger den vanlige troende insikt och kunskap från Gud. Flera av Andens gåvor (1 Kor 12:8–10) handlar om detta: Profetians gåva handlar om att förmedla budskap från Gud på ens eget språk (1 Kor 14). Tungotalets gåva/"olika slags språk" (1 Kor 12:10), handlar bland annat om att förmedla budskap från Gud på ett språk man inte förstår (Apg 2). Uttydningens gåva/"språktolkning" (1 Kor 12:10), handlar om det motsatta, att till ett språk man förstår översätta budskap från ett språk man inte förstår. Vishetens och kunskapens ord (v. 8) handlar om vishet och kunskap från Gud, men innebörden beskrivs inte närmare. Gåvan att skilja mellan andar (v. 10) är också en gåva av insikt.
Bibeln beskriver hur Anden ger den troende en personlig kunskap och insikt om Gud, som inte bara handlar om det som är inlärt genom Bibeln (Jer 31:34) genom att bli smorda med den Helige Ande (2 Kor 1:21–22; 1 Joh 2:20–21). Anden ger visshet om det kristna budskapet (1 Kor 2:4–5; 1 Tess 1:5). Anden ger visshet om att den troende är Guds barn (Rom 8:16).
Den troende vägleds av Anden i uppdraget att berätta om Jesus (Apg 8:29; 10:19; 11:12; 20:22–23). Anden kan även hindra något, när den har en annan plan (Apg 16:6–7).

#### Förenar med Gud

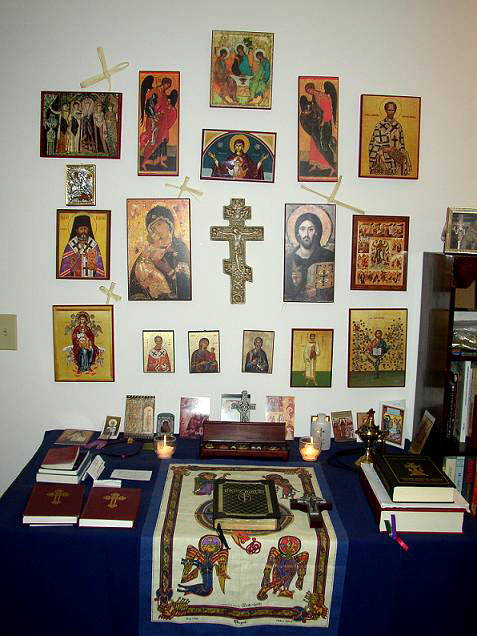
Anden bistår enligt Paulus i bönen (Rom 8:26–27).

Den Helige Ande föder de troende på nytt i dopet och gör dem till Guds barn (Joh 3:1–8; Tit 3:5). I Anden har den troende tillträde till Fadern (Ef 2:18). Den som får Anden utgjuten över sig, vill kalla sig "Herrens egen" (Jes 44:3–5). De som drivs av Anden är Guds barn – inte slavar, utan barn och arvingar till Guds rike (Rom 8:14–17; Gal 4:5–7). Guds kärlek är genom Anden utgjuten i den troendes hjärta (Rom 5:5). Anden blir som en inre källa med levande vatten (Joh 7:38–39). Anden vill bo i den troendes kropp som i ett tempel (Joh 14:17; Rom 8:9; 1 Kor 3:16–17; 6:19). Anden uppfyller den troende (Ef 5:18). Den troende sägs också omvänt vara i den Helige Ande (Rom 14:17; 1 Kor 6:11; 12:3; Ef 2:18, 22). Den Helige Ande skall låta den troende uppstå med sin kropp på yttersta dagen (Rom 8:11).

#### Ber
Ett medel för denna förening med Gud är bönen. Anden ber för oss "med suckar utan ord", på ett sätt som Faderns förstår (Rom. 8:26–27). Man kan be i den Helige Ande (Ef. 6:18; Jud. v. 20). Paulus skriver också att man kan be med tungotal (1 Kor. 14:14–19). Det är omdiskuterat om det är samma sak som omtalas på dessa båda ställen. Det är också omdiskuterat om det tungotal som här omtalas är ett existerande mänskligt språk som på pingstdagen eller ett särskilt bönespråk som bara Gud förstår. Den senare uppfattningen är vanlig i pentekostal och karismatisk tradition.

#### Helgar
Jesus har dött för människornas synder och den som tror på honom räknas enligt protestantisk teologi som rättfärdig, vilket kallas rättfärdiggörelse (Rom 5:1–11). Men frälsningen rymmer mer än att bli förlåten och förklarad som rättfärdig. Gud vill också förändra den troendes sinnelag och livsföring, så att han och hon följer Guds vilja. Detta är den Helige Andes verk och kallas i protestantisk teologi för helgelse. I katolsk teologi ingår detta verk i rättfärdiggörelsen.

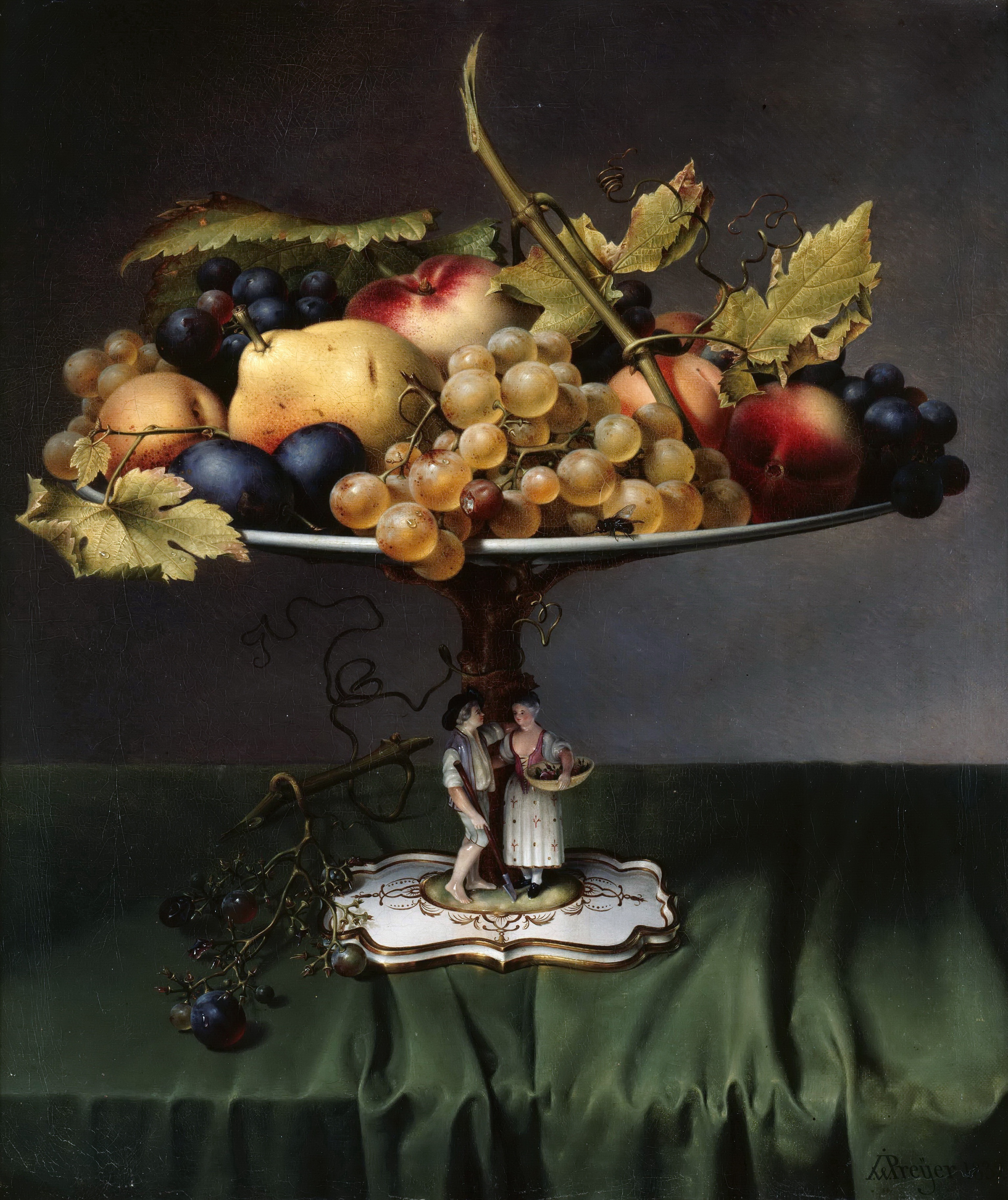
Andens frukt: Kärlek, glädje, frid, tålamod, vänlighet, godhet, trofasthet, ödmjukhet och självbehärskning (Gal 5:22–23).

Rening och helgelse sker i den Helige Ande (1 Kor 6:11). Anden visar den troende på hans och hennes synder (Joh 16:8). Gud lägger sin Ande och sin lag i den troendes hjärta. Detta ger en kunskap om vad som är rätt, och en vilja att leva så (Jes 32:15–18; 44:3–5; Jer 31:31–34; Hes 36:26–27). Anden ingjuter kärlek i hjärtat (Rom 5:5). I Galaterbrevet 5:22–23 räknar Paulus upp nio egenskaper som han kallar Andens frukt: kärlek, glädje, frid, tålamod, vänlighet, godhet, trohet/trofasthet/tro, mildhet/ödmjukhet och självbehärskning (Gal 5:22–23). Den troende har alltså en ny natur, som vill följa Gud, men har också kvar den gamla, som vill leva i synd. Det är enligt Paulus viktigt att välja att låta sig drivas av Anden (Rom 8:14), vandra i Anden (Gal 5:16); annars riskerar man att inte bli frälst (Rom 8:13; Gal 5:21). Men om man "vandrar i Anden", uppfyller man lagen (Rom 8:4; Gal 5:23). Målet med Andens verk är att de troende skall bli lika Jesus (2 Kor 3:18).
Eftersom det är synden som skiljer människan från Gud och leder till döden (1 Mos 3; Rom 5:12–21; 1 Kor 15:12–34), är det genom Jesu försonande korsdöd och Andens helgande verk som den troende förs allt närmare Gud.

#### Kraftgärningar
Anden beskrivs både i Gamla och Nya Testamentet kunna utföra många olika typer av kraftgärningar, ofta kallade under eller mirakel. Domarna i Domarboken gavs styrka och seger i strid (Dom 3:10; 6:34; 11:29; 13:25; 14:6; 15:14). Profeterna Elia och Elisha gjorde många under i den Helige Andes kraft, tydligast kopplat till att han delade vattnet i Jordan med Elias fallna mantel (2 Kung 2:6–14). Hesekiel förflyttades i rummet av den Helige Ande (Hes 11:24; 43:5).
Jesus säger att hans lärjungar skall göra större under än han själv (Joh 14:12–14). Detta kan förstås utifrån Andens gåvor (1 Kor 12:7–11). Där nämns gåvan att bota sjuka och gåvan att göra kraftgärningar. Några exempel i Nya Testamentet som kopplas till Anden är: Filippos förflyttades i rummet av den Helige Ande (Apg 8:39). Fylld av Anden uttalade Paulus ord som gjorde att trollkarlen Barjesus blev blind (Apg 13:9–12).

#### Andens gåvor

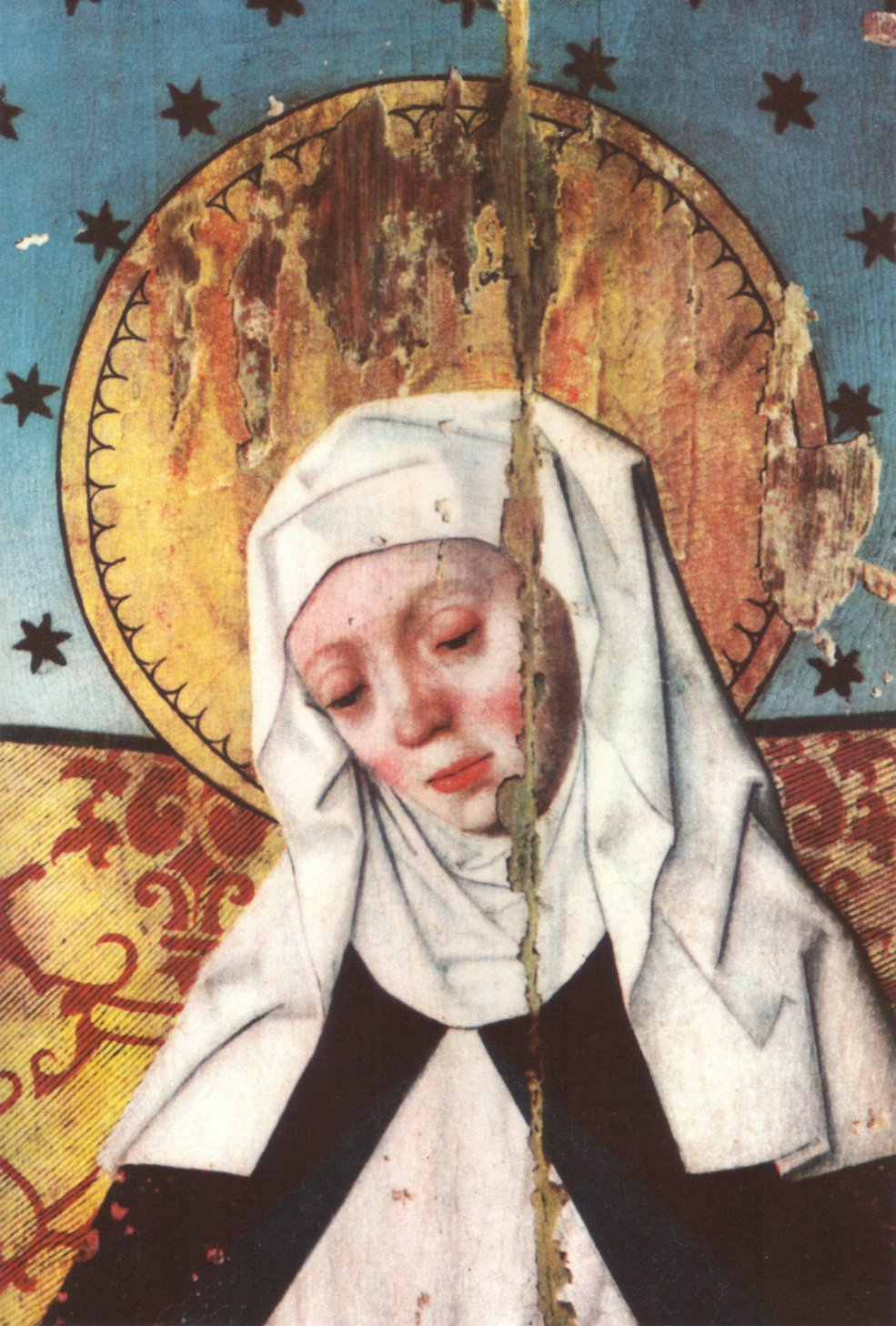
Den svenska profetissan Heliga Birgitta.

Andens gåvor, nådegåvorna eller karismerna, är övernaturliga förmågor som den Helige Ande enligt Paulus kan ge de troende. Den mest citerade uppräkningen omfattar nio nådegåvor och finns i 1 Kor 12:7–11. Där nämns ord av vishet, ord av kunskap, tro, gåvan att bota sjuka, gåvan att utföra kraftgärningar, gåvan att profetera, gåvan att skilja mellan andar, gåvan att tala olika slags språk/tungomål/tungotal, gåvan att tolka språk/uttyda tungotal.
Andens gåvor, karismerna, finns även i katolsk teologi . I katolska kyrkan finns ytterligare en lista med Andens gåvor, nämligen de sju egenskaperna vishet, förstånd, råd, styrka, insikt, gudsdyrkan och gudsfruktan. De nämns i bönen om den Helige Ande i konfirmationens sakrament . Dessa sju egenskaper är beskrivningar av den Helige Ande hämtade från Jesaja 11:2–3.
En del menar att Andens gåvor är verksamma än i dag, andra att de bara fanns under den första tiden, särskilt de gåvor som handlar om ny uppenbarelse.
De ortodoxa och katolska kyrkorna tror att Anden bevarar de ekumeniska koncilierna, och katolska kyrkan även påven, från felsteg. Katolska kyrkan har även helgonförklarat många personer som berättat om uppenbarelser av olika slag. Ett framstående exempel är den svenska profetissan Heliga Birgitta från 1300-talet, vars uppenbarelser finns bevarade.
En del protestanter menar att Andens gåvor upphört, särskilt de gåvor som handlar om ny uppenbarelse. De tänker sig att dessa upphörde när Bibeln var färdigskriven. Då hade den fulla sanningen samlats och ingen mer uppenbarelse behövs, menar de. "Den profetiska gåvan, den skall förgå. Tungotalet, det skall tystna." (1 Kor 13:8) Profetians gåva var ofullkomlig, men Bibeln är fullkomlig, och "när det fullkomliga kommer skall det begränsade förgå" (v. 10), kan de argumentera.
Andra protestanter, särskilt pentekostala och karismatiska, menar att Andens gåvor finns i dag. De menar dock i allmänhet att Bibeln har en särställning och att nya uppenbarelser har en klart underordnad ställning och exempelvis kan ge vägledning i individuella eller lokala frågor. Andens gåvor skall upphöra, men först vid Kristi återkomst – det är då det fullkomliga kommer: "Ännu ser vi en gåtfull spegelbild; då skall vi se ansikte mot ansikte. Ännu är min kunskap begränsad; då skall den bli fullständig som Guds kunskap om mig." (v. 12). Detta syftar på Himlen, argumenterar de.

#### Kraft att vittna
Den funktion Jesus lyfte fram alldeles före sin himmelsfärd var att Anden ger kraft att vittna om Jesus (Luk 24:49; Apg 1:8). En viktig funktion med Andens gåvor är att andra skall komma till insikt och tro (1 Kor 14:1–25).

#### Välbefinnande
Anden sägs hos den troende framkalla psykiskt välmående i form av kärlek, glädje och frid, tålamod och självbehärskning (Rom 14:17; Gal 5:22; 1 Thess 1:6), och tröst (Apg 9:31).

#### Försmak och garanti
Andens inneboende och verksamhet beskrivs som en förstlingsfrukt (Rom 8:23), en handpenning och ett sigill (2 Kor 1:22; Ef 1:13–14; 4:30). Anden beskrivs alltså som en försmak av, och en garanti för, den härlighet som skall komma den troende till del vid Jesu återkomst.

#### Kyrkan

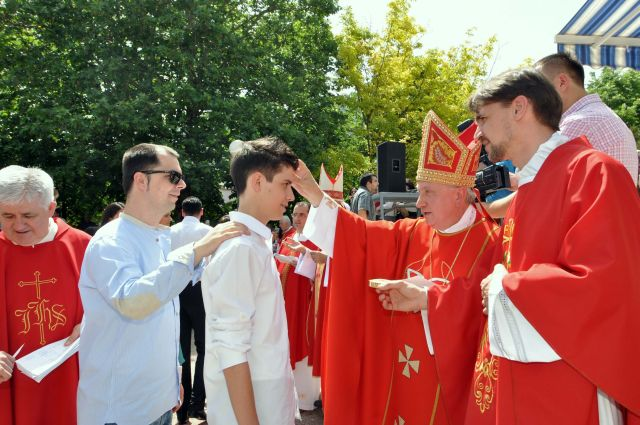
Den Helige Andes tas i katolska kyrkan bland annat emot i konfirmation.

Anden verkar dels i den enskilde troende, dels i den kristna gemenskapen – kyrkan eller församlingen. Anden vill skapa enhet mellan de troende, enhet mellan såväl individer (1 Kor 12:12–13; Ef 4:3–6) som Jesustroende israeliter och ickeisraeliter (Ef 2:11–18). Den enhet Anden verkar beskrivs som Kristi kropp (1 Kor 12:4–31) och som en byggnad (Ef 2:18–22). Alla formas till samma avbild av Kristus (2 Kor 3:18).
Anden leder och formar Kyrkans verksamhet. Anden medverkade i besluten när apostlarna samlats till rådslag (Apg 15:28). Anden kallar ledare, insätter i ämbeten (Apg 20:28) och sänder ut i tjänst (Apg 13:2, 4).

#### Att ta emot Anden
Anden beskrivs komma till den enskilde genom att han eller hon i tro lyssnar till budskapet om Jesus (Gal3:2), genom bön (Luk 11:9–13), genom dopet (Joh 3:1–8; Apg 2:38; 19:1–7; Tit 3:5), och genom apostlarnas handpåläggning (Apg 8:14–17; 19:6). Det sista har inom ortodoxa kyrkan utvecklats till myrrasmörjelsen och inom katolska kyrkan till konfirmationen, vid vilka en präst eller biskop lägger händerna på den döpte, smörjer med av biskopen välsignad olja, och ber om den Helige Ande.

### Ontologi – Andens väsen
Nedan följer hur kyrkans traditionella pneumatologi traditionell härletts ur Bibeln:

#### Anden är en person
Anden gör sådant som personer gör:
- har känslor (kan bedrövas) –  Jes 63:10;  Ef 4:30
- har en vilja – 1 Kor 12:11
- har vishet och förstånd – Jes 11:1–2; 1 Kor 2:11
- hjälper – Joh 14:16, 26; 15:26; 16:7
- vägleder till sanningen – Joh 16:13
- talar – Apg 13:2; Upp 2:7; 1 Tim 4:1; Hebr 3:7
- ber – Rom 8:26–27
- vittnar – Rom 8:16; Hebr 10:15
- övertygar – Joh 16:8–11; 1 Tess 1:5
- utforskar – 1 Kor 2:10
- förhärligar Kristus – Joh 16:14
- hindrar –  Apg 16:6
- sänder – Apg 13:4
- kan utsättas för bedrägeriförsök – Ef 4:30
- kallas "han" – Joh 14:26; 16:13–15

#### Anden interagerar med Fadern och Sonen

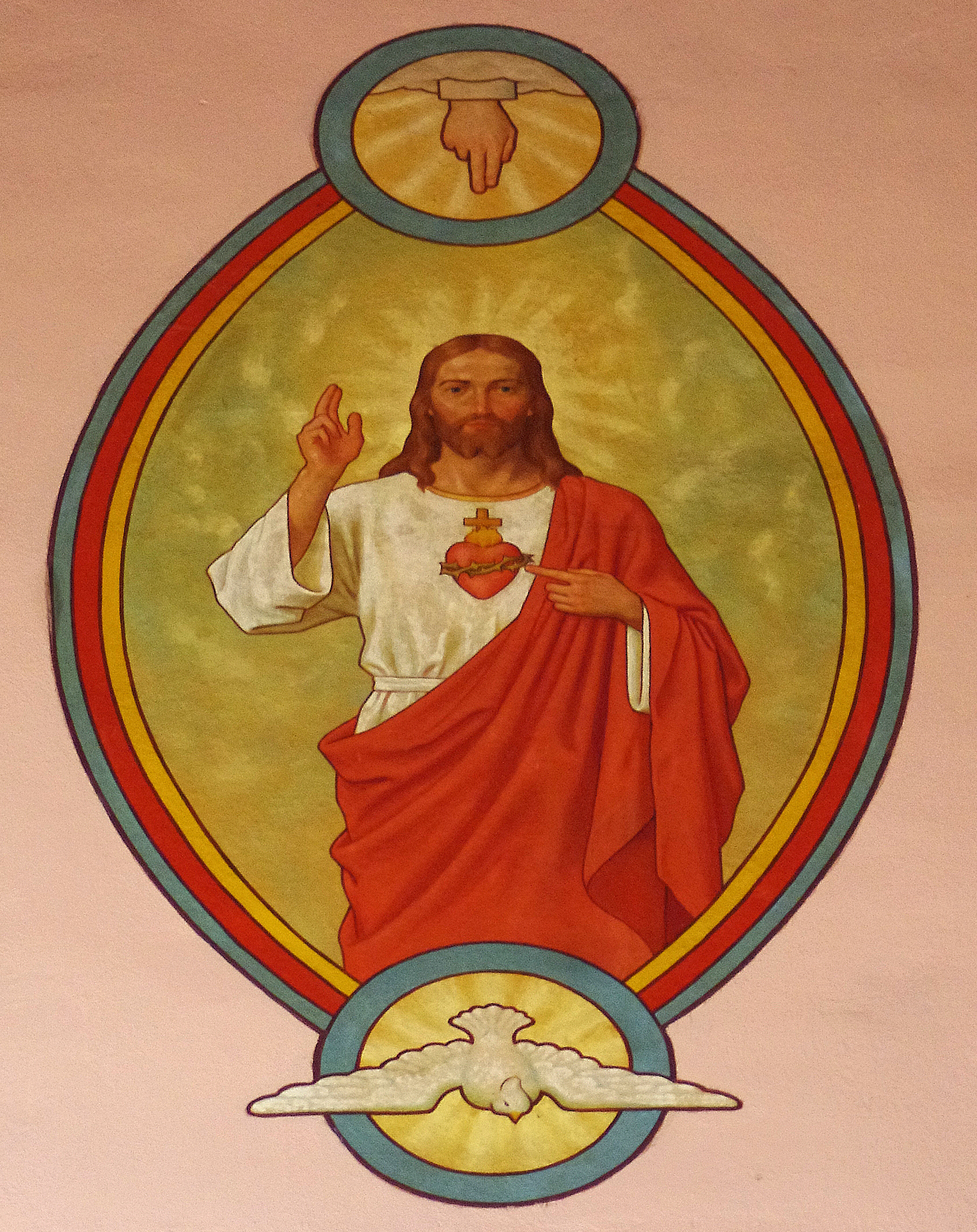
Fadern, Sonen och den Helige Ande samverkar med varandra.

Anden interagerar med Fadern och Sonen, och är alltså inte identisk med Fadern eller Sonen:
- Sonen blev människa genom den Helige Ande – Luk 1:35
- Jesus döper i Helig Ande – Matt 3:11; Mark 1:8; Luk 3:16; Joh 1:33
- Anden sänkte sig över Jesus i dopet. Samtidigt talade Fadern från himlen. – Matt 3:16–17; Luk 3:22; Mark 1:10–11; Joh 1:32
- Anden ledde Jesus ut i öknen för att frestas – Matt 4:1; 14:28; Mark 1:12; Luk 4:1
- Jesus verkade i Andens kraft – Luk 4:14; Apg 10:38
- Jesus offrade sig på korset i kraft av Evig Ande – Hebr 9:14
- Hjälparen (Anden) skulle komma när Jesus gick bort – Joh 16:7
- Jesus skulle sända Hjälparen – Joh 16:7
- Jesus skulle be Fadern att han skulle ge lärjungarna Hjälparen – Joh 14:16
- Anden är en annan hjälpare – Joh 14:16
- Fadern skulle sända Hjälparen i Jesu namn – Joh 14:26
- Anden utgår från Fadern – Joh 15:26
- Jesus hade tagit emot Anden av Fadern och utgjutit den över lärjungarna – Apg 2:33

#### Anden bär Gudomliga namn
- Herren – 2 Kor 3:17–18

#### Anden omnämns omväxlande med Gud
- Israels folk leddes genom öknen av den Helige Ande, av Gud (Jes 63:14)
- Ananias ljög för den Helige Ande (Apg 5:3) … för Gud (vers 4)
- De troende är Guds tempel … Anden bor i dem – 1 Kor 3:16
- Född av Anden (Joh 3:1–8) … Född av Gud (1 Joh 3:9)

#### Anden har en unik relation med Gud

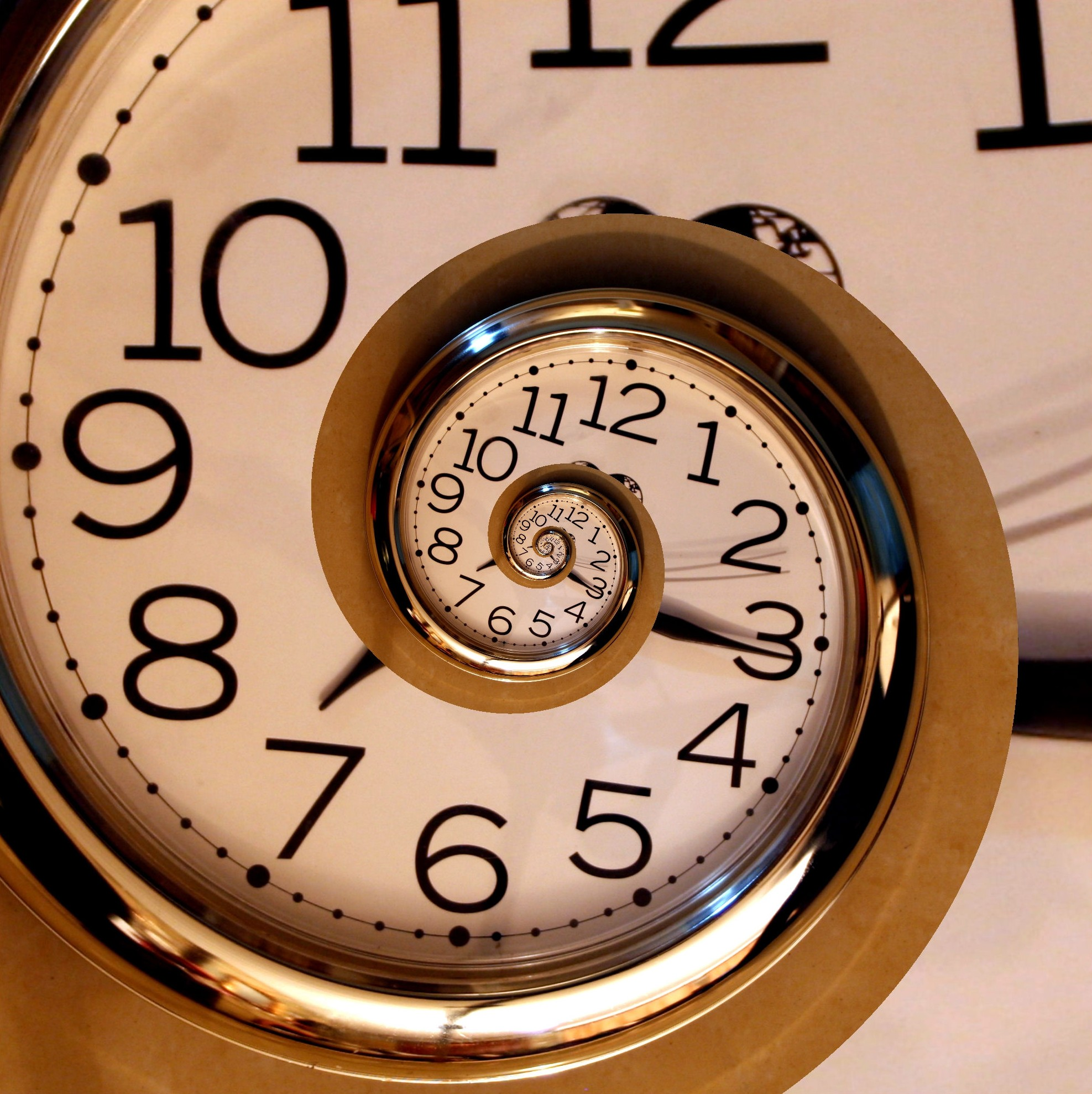
Anden är evig, på samma sätt som Fadern och Sonen.
Fadern, Sonen och Anden är också allsmäktiga, allvetande och allestädes närvarande.

- Delar namn med Fadern och Sonen – Matt 28:19 (namn står i singularis)
- Nämns med Fadern och Sonen i välsignelsen – 2 Kor 13:14
- Styr och utrustar kyrkan tillsammans med Fadern och Sonen – 1 Kor 12:4–6
- Anden har unik kunskap om Gud –  Joh 16:12–13; 1 Kor 2:10–11
- Endast Andens pånyttfödelse leder till Guds rike –  Joh 3:3, 5

#### Anden har Gudomliga egenskaper
Anden beskrivs ha egenskaper som bara Gud har:
- Allsmäktig (kan göra allt Han vill) – Luk 1:35, 37
- Allvetande – Joh 16:13; 1 Kor 2:10–11; Jes 40:13
- Allestädes närvarande (finns överallt) –  Ps 139:7–10 (Ej Bibel 2000)
- Evig – 1 Mos 1:1–2 (ej Bibel 2000);  Hebr 9:14
- Helig –  Joh 20:22

#### Anden gör sådant som bara Gud kan
- Skapar världen –  Job 33:4; Ps 104:30
- Ger liv: I skapelsen –  Job 33:4, Ps 104:30, uppväcker Kristus – Rom 8:11, föder den troende på nytt – Joh 3:3, 5; 6:63; Tit 3:5, uppväcker de troende på yttersta dagen –  Rom 8:11.
- Den som talar illa om Anden hädar (och man kan per definition bara häda Gud). –  Matt 12:31
- Verkar Sonens människoblivande – Luk 1:35

#### Anden utgår
- Jesus är Gud enfödde Son (Joh 1:18). Anden kan därför inte vara bror till Jesus.
- Andens sätt att komma från Fadern är i stället att den utgår – Joh 15:26; Apg 2:33.

#### Ortodox teologi – Anden utgår av Fadern
- Anden utgår av Fadern – Joh 15:26
- Jesus ber Fadern sända Anden – Joh 14:16
- Jesus tar emot Anden från Fadern och utgjuter den sedan över lärjungarna – Apg 2:33

#### Katolsk och protestantisk teologi – Anden utgår av Fadern och Sonen –Filioque
- Anden kallas Jesu Ande (Apg 16:7), Kristi Ande (Rom 8:9; 1 Petr 1:11) och Jesu Kristi Ande (Fil 1:19).
- Både Fadern och Sonen är Gud, alltså bör Anden utgå från båda.